# Vaiaku
Vaiaku est le nom du lieu-dit où se situent les bâtiments administratifs des Tuvalu, sur l'île de Fongafale qui fait partie de l'atoll de Funafuti. Ce n'est pas une capitale, au sens occidental, concept qui ne figure pas dans la constitution ou la loi tuvaluane. Ce n'est d'ailleurs pas une circonscription administrative autonome (comme une commune ou une communauté urbaine). On y trouve le seul hôtel du pays, le Vaiaku Langi Hotel.